# Ernst Brausewetter
Ernst Brausewetter, född 1863 och död 1904, var en tysk översättare av skandinavisk litteratur.
Brausewetter har bland annat översatt författare som August Strindberg och Henrik Ibsen. Han utgav 1896 samlingen Nordische Meisternovellen.